# Wahlfeststellung
Die Wahlfeststellung spielt für Fragen der rechtlichen Behandlung von nicht auflösbaren Zweifeln am Vorliegen der tatbestandlichen Voraussetzungen von Tatbestandsmerkmalen eine Rolle. Ungenau, wird sie als Ausnahme zum Grundsatz in dubio pro reo dargestellt.
Steht fest, dass der Täter gegen einen von zwei Straftatbeständen verstoßen hat, bleibt aber unklar, gegen welchen der beiden oder durch welche konkrete Handlung, müsste er bei der wechselseitigen Anwendung des Grundsatzes in dubio pro reo freigesprochen werden, denn der Täter wäre nach einer Variante straflos. Bei in dubio mitius hat er nach einer der beiden denkbaren Varianten nur das mildere Gesetz gebrochen. In Fällen der Wahlfeststellung hat der Täter jedoch eine der beiden gleichwertigen Taten verwirklicht.
Man unterscheidet zwischen echter und unechter Wahlfeststellung.

## Echte Wahlfeststellung
Die echte Wahlfeststellung (ungleichartige Wahlfeststellung) ermöglicht es, unter bestimmten Voraussetzungen, wahlweise nach dem einen oder dem anderen Tatbestand zu verurteilen, ohne dass sicher feststeht, welcher der beiden Straftatbestände einschlägig ist. Dabei muss sicher sein, dass der Täter gegen ein Strafgesetz verstoßen hat, es ist wegen der Alternativität der Handlungen aber nicht sicher, gegen welches Gesetz er verstoßen hat. Eine Wahlfeststellung setzt aber voraus, dass die in Frage kommenden Tatbestände rechtsethisch und psychologisch vergleichbar sind. So ist eine Wahlfeststellung zwischen verschiedenen Tatbestandsalternativen desselben Delikts unproblematisch. Unproblematisch ist eine Wahlfeststellung z. B. zwischen den Tathandlungen des Fälschens oder des Gebrauchmachens bei der Urkundenfälschung nach § 267 StGB. Ebenso ist eine Wahlfeststellung zwischen Anstiftung oder Täterschaft denkbar, da die kriminelle Energie vergleichbar ist. Auf der Grundlage der rechtsethisch und psychologischen Vergleichbarkeit ist die Wahlfeststellung bei unterschiedlichen Delikten z. B. zwischen Diebstahl und Hehlerei zulässig, wird aber in der Regel z. B. zwischen schwerem Raub und Hehlerei nicht mehr zulässig sein.
Die Verurteilung wird in der Urteilsformel selbst mit alternativer Begründung wahlweise ausgesprochen („entweder...oder...“). Dies geschieht aus Gründen der Rechtssicherheit. Das mildere Gesetz bestimmt „in dubio pro reo“ wiederum die Strafe. Maßregeln, Nebenstrafen und Nebenfolgen können nur ausgesprochen werden, wenn beide Gesetze sie zulassen.

## Unechte Wahlfeststellung
Bei der unechten Wahlfeststellung (gleichartige Wahlfeststellung) ist die vom Täter verwirklichte Strafnorm gewiss. Es ist jedoch unklar, welche – von mehreren möglichen Handlungen – konkret diesen Straftatbestand erfüllt hat. Es kann beispielsweise nicht sicher gesagt werden, mit welcher von mehreren getätigten Aussagen der Tatbestand des Meineids (§ 154 StGB) erfüllt wurde. Die unechte Wahlfeststellung ist nur im Rahmen des § 264 StPO zulässig: Die möglichen Handlungen müssen festgestellt sein. Es darf keine andere, weitere Möglichkeit in Betracht kommen.
Kurz und knapp zusammengefasst: Die echte Wahlfeststellung beruht auf Tatbestandsalternativität (Vergleich von geschützten Rechtsgütern), die unechte Wahlfeststellung dagegen auf Tatsachenalternativität (Vergleich von strafbaren Handlungsvarianten bei Tatbestandsidentität).

## Rechtsanwendung
Die Notwendigkeit der Wahlfeststellung wird mit einem kriminalpolitischen Bedürfnis und der Einzelfallgerechtigkeit begründet.
Die Kritiker der Wahlfeststellung führen den rechtsstaatlichen Grundsatz der Rechtssicherheit des Art. 103 Abs. 2 GG und den Zweifelssatz in dubio pro reo ins Feld.
Die Wahlfeststellung wurde 1934 vom Reichsgericht anerkannt, aber zunächst nur sehr zurückhaltend angewandt und schließlich 1935 in den §§ 2b StGB und 267b StPO normiert. In der NS-Zeit wurde die Wahlfeststellung daraufhin teilweise exzessiv angewandt. Die Regelungen des § 2b StGB und 267b StPO wurden allerdings 1946 durch das Kontrollratsgesetz Nr. 11 wieder aufgehoben. Heute wendet der Bundesgerichtshof die Wahlfeststellung zurückhaltend an und ist im Wesentlichen auf die Linie des Reichsgerichts von vor 1935 zurückgekehrt.
Der 2. Strafsenat des Bundesgerichtshofes hat in einem Beschluss vom 28. Januar 2014 die Verfassungsmäßigkeit der Wahlfeststellung angezweifelt. Er vertritt die Auffassung, dass die Wahlfeststellung gegen Art. 103 Abs. 2 GG verstößt, da es sich bei ihr nicht um eine prozessuale, sondern um eine sachlich-rechtliche Strafbarkeitsregel handelt, welche vom Gesetzgeber ausdrücklich geregelt werden müsse. Gemäß § 132 Abs. 3 GVG hat der 2. Strafsenat deswegen bei den anderen Senaten des Bundesgerichtshofes angefragt, ob diese an ihrer entgegenstehenden Rechtsauffassung festhalten wollen. Wäre dies der Fall, so müsste der Große Senat für Strafsachen auf Vorlage über die Frage entscheiden.
Auf diesen Anfragebeschluss hin hat der 1. Strafsenat des Bundesgerichtshofes mit Beschluss vom 24. Juni 2014 festgestellt, dass die ungleichartige Wahlfeststellung nicht gegen Art. 103 Abs. 2 GG verstößt. Er hält an seiner ständigen Rechtsprechung fest, dass es sich bei der gesetzesalternativen (ungleichartigen) Wahlfeststellung um eine prozessuale Entscheidungsregel handelt, auf die Art. 103 Abs. 2 GG keine Anwendung findet.
Durch Beschluss vom 3. November 2016 hat der 2. Strafsenat des Bundesgerichtshofs die Frage nach der Verfassungsmäßigkeit der ungleichartigen Wahlfeststellung erneut dem Großen Senat vorgelegt.
Am 8. Mai 2017 beschloss der Große Senat des Bundesgerichtshofs an der Wahlfeststellung festzuhalten (Aktenzeichen GSSt 1/17).
Eine Verfassungsbeschwerde gegen die gesetzesalternative Verurteilung (aufgrund ungleichartiger Wahlfeststellung) wegen gewerbsmäßig begangenen Diebstahls oder gewerbsmäßiger Hehlerei wurde am 5. Juli 2019 vom Bundesverfassungsgericht nicht zur Entscheidung angenommen.
Nach Ansicht des Gerichts schließt die Wahlfeststellung keine materiell-rechtliche Strafbarkeitslücke, sondern ermöglicht ausschließlich die Bewältigung verfahrensrechtlicher Erkenntnislücken. Auch ein Verstoß gegen den Grundsatz nulla poena sine lege sah das Gericht nicht. Der Tatrichter entnehme nämlich Art und Maß der Bestrafung einem gesetzlich normierten Straftatbestand. Außerdem müsse er dabei stets die für den Täter günstigste Auswahl treffen. Ein Verstoß gegen das Rechtsstaatsprinzip sah das Gericht ebenfalls nicht. Vielmehr stellte es fest, dass ein Freispruch trotz unzweifelhaft strafbaren Verhaltens aufgrund der mehrfachen Anwendung des Zweifelssatzes selbst im Widerspruch zum Prinzip der Rechtsstaatlichkeit stehen würde.
Mit Beschluss vom 9. August 2023 nahm das Bundesverfassungsgericht eine Verfassungsbeschwerde eines Apothekers gegen eine Verurteilung aufgrund gleichartiger Wahlfeststellung nicht zur Entscheidung an.

## Exkurs (Schweiz)
In der Schweiz wird das Thema unter dem Begriff Konkurrenzen abgehandelt. Hier wird zwischen echter und unechter Konkurrenz unterschieden.
Unecht ist die Konkurrenz, wenn der verwirklichte Unrechts- respektive Schuldgehalt in einem erfüllten Straftatbestand auch in einem anderen erfüllten Straftatbestand enthalten ist. Dabei wird zwischen Spezialität (z. B. Arts. 114 zu 111 StGB), Konsumtion (z. B. Arts. 190 zu 123 StGB), Subsidiarität (z. B. Arts. 128 zu 111 StGB), Alternativität (z. B. Arts. 188 und 192 StGB), sowie mitbestrafte Vor- oder Nachtat (z. B. bewusstlos schlagen, um nachher zu töten). Das qualifizierte respektive speziellere Delikt geht vor.
Echt ist die Konkurrenz, wenn die verwirklichten Straftatbestände unterschiedlichen Unrecht- respektive Schuldgehalt vorweisen. Hierbei wird zwischen Ideal- und Realkonkurrenz unterschieden. Ideal bedeutet, eine Handlung verwirklicht mehrere Straftatbestände; real bedeutet, mehrere Handlungen verwirklichen mehrere Straftatbestände, aber trotzdem besteht eine Handlungseinheit. Die Delikte bleiben nebeneinander, aber es gilt das Asperationsprinzip: Ausgangspunkt ist der schwerste verwirklichte Straftatbestand und im Rahmen der Strafzumessung wird die Strafe entsprechend erhöht (Art. 49 StGB).